# 岩城隆時
岩城 隆時（いわき たかとき）は、戦国時代の武将。岩城常隆の子。陸奥国富岡城主。富岡隆時とも。大永4年（1524年）に相馬顕胤に奪還された木戸城（楢葉町）、富岡城（富岡町）を元亀元年(1570年）に顕胤の嫡子・相馬盛胤を攻めて再び取り返し、楢葉郡を岩城領として回復して富岡岩城家の祖とされた。引用元には元亀元年（1570年）3月20日、60歳で病没したと記述されている。